# Moose Valley Park
Moose Valley Park är en park i Kanada.   Den ligger i provinsen British Columbia, i den sydvästra delen av landet, 3 400 km väster om huvudstaden Ottawa. Moose Valley Park ligger 1 173 meter över havet. Den ligger vid sjön Hummer Lake.
Terrängen runt Moose Valley Park är huvudsakligen platt, men åt nordost är den kuperad. Trakten runt Moose Valley Park är nära nog obefolkad, med mindre än två invånare per kvadratkilometer.. Det finns inga samhällen i närheten. 
I omgivningarna runt Moose Valley Park växer i huvudsak barrskog.